# Mont du Pain de Sucre
Pour les articles homonymes, voir Pain de Sucre.
Le mont du Pain de Sucre, ou simplement Pain de Sucre (Pão de Açúcar en portugais), est une montagne monolithe et un inselberg granitique, à l'embouchure de la baie de Guanabara de Rio de Janeiro au Brésil, au bord de l'océan Atlantique. Il culmine à 396 mètres d'altitude et est accessible par un téléphérique. Considéré comme un des symboles de Rio de Janeiro, avec la statue du Christ Rédempteur ou la plage de Copacabana, il fait partie d'un des sites reconnus au patrimoine mondial au Brésil depuis 2012.

## Toponymie

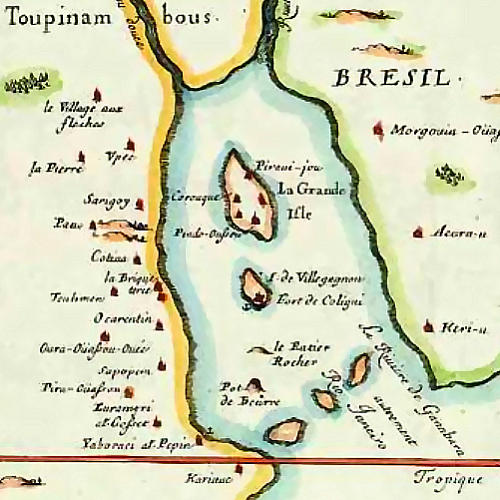
Carte française de la baie de Guanabara vers 1555.

Le nom de Pain de Sucre serait apparu au XVIe siècle à l'instigation des Portugais. Il devrait son nom à sa forme très particulière évoquant les pains de sucre raffinés et placés dans des moules en argile pour être transportés par bateau à l'époque du commerce de la canne à sucre.
La carte de la colonie française de France antarctique de la baie de Guanabara dressée vers 1555 montre la confirmation topographique initiale du mont du Pain de Sucre, dénommé initialement « Pot de beurre ».
Il est cependant possible que cette explication ne soit qu'une étymologie populaire, le nom dérivant peut-être du tupi-guarani Pau-nh-acuqua (« grande colline » en français).

## Géographie
Ce pic, bloc monolithique de granite, est le seul parmi tous ceux de la ville de Rio de Janeiro à s'élever directement depuis le bord de mer. Il se situe sur une péninsule du quartier Urca dans la zone sud de la ville, à l'entrée de la baie de Guanabara, entouré de vestiges de forêt atlantique.

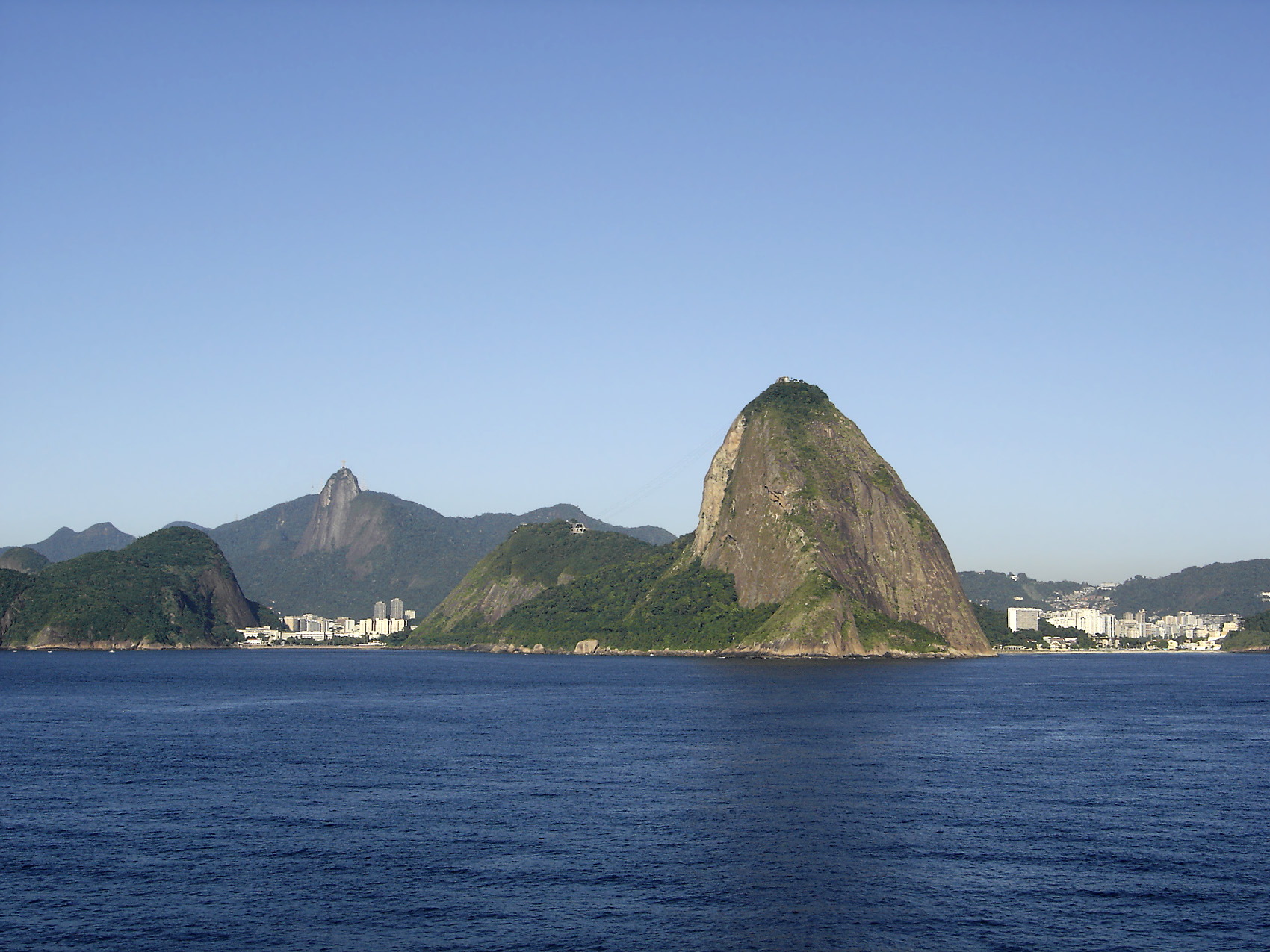
Vue du mont du Pain de Sucre au premier plan avec le Corcovado au dernier plan, sur sa gauche.
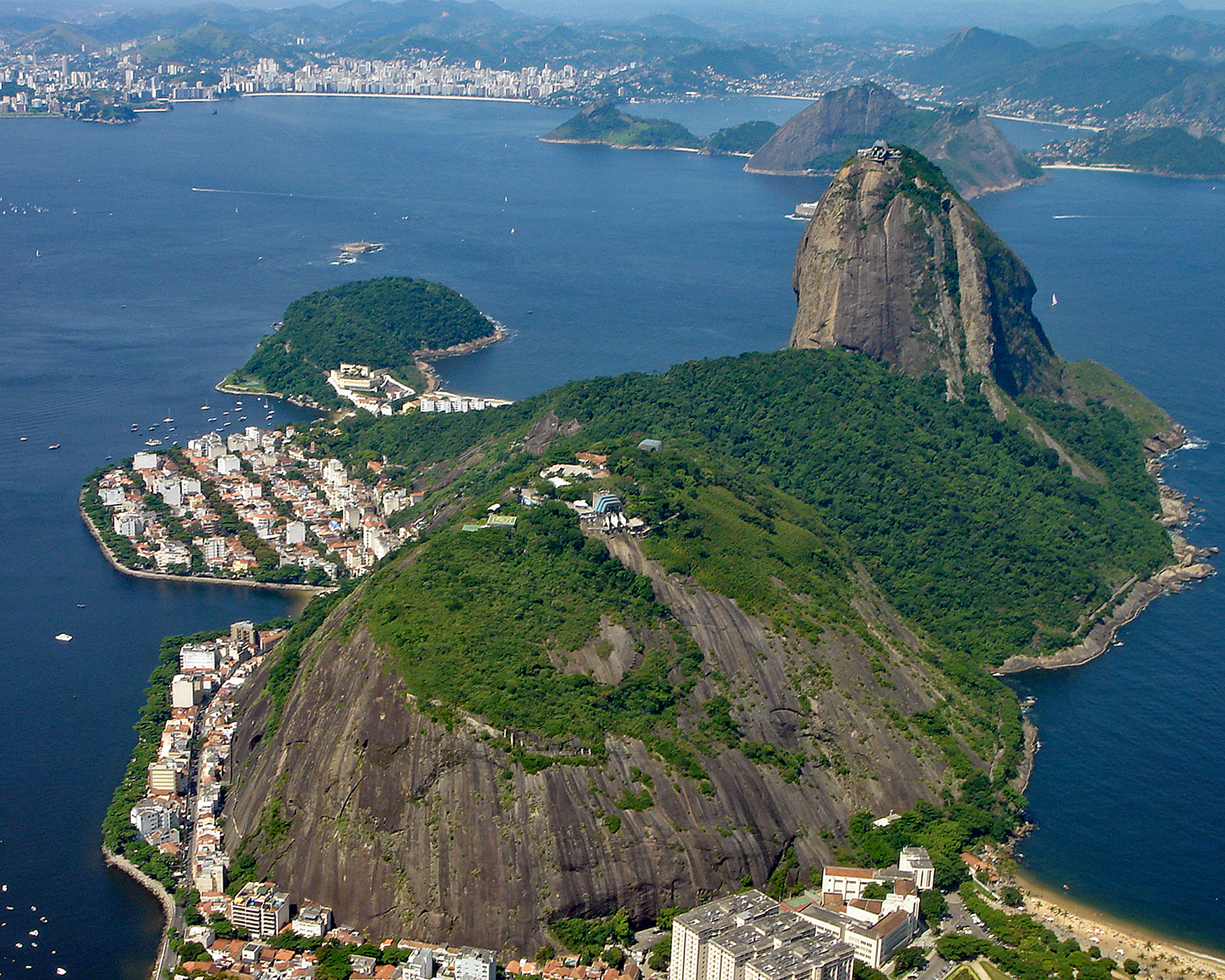
Vue du Morro da Urca et du Pain de Sucre.
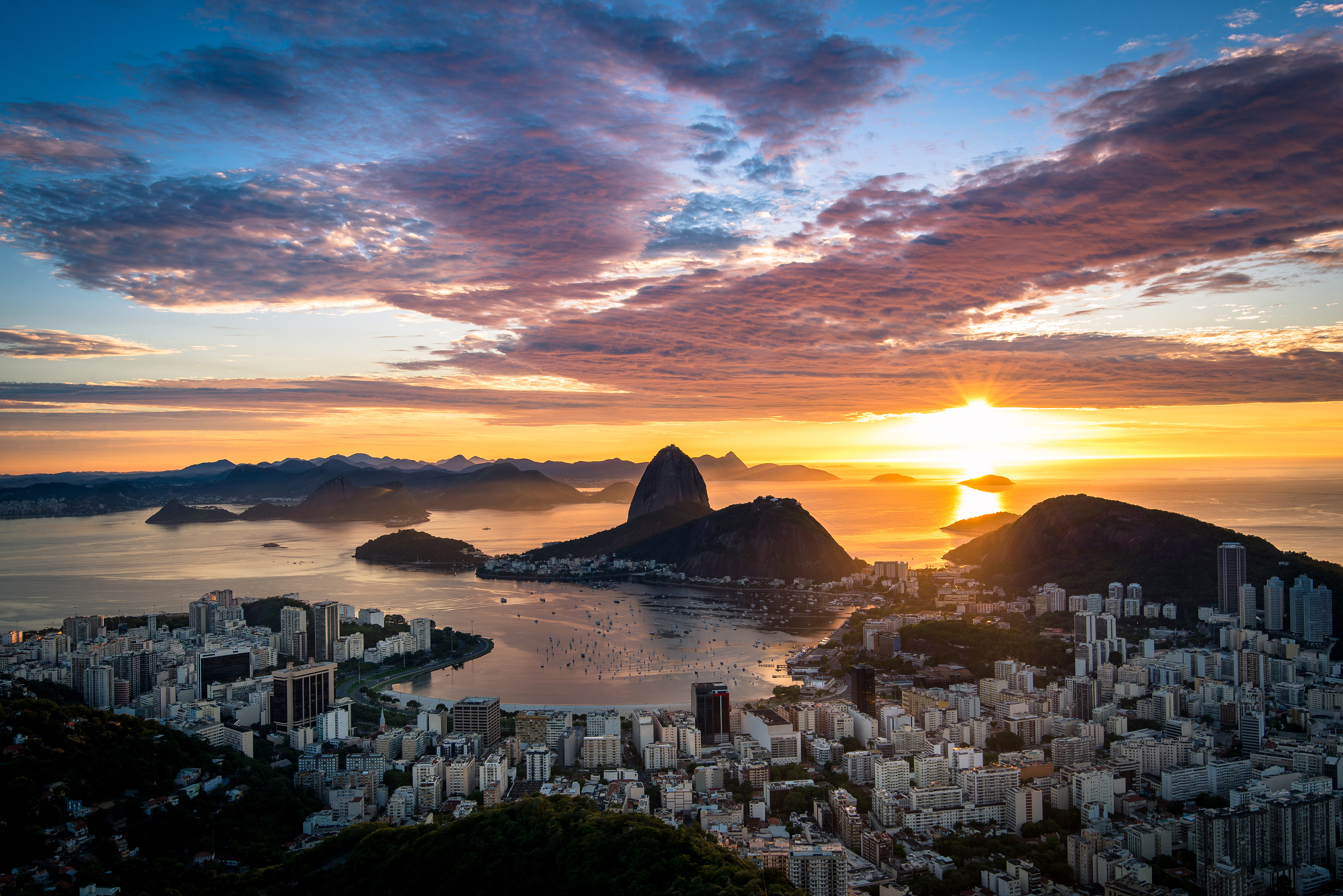
Vue depuis le Corcovado.

## Histoire
La ville de Rio de Janeiro est fondée le 1er mars 1565, par le Brésil colonial, à l'embouchure de la baie de Guanabara et de l'océan Atlantique, avec cette montagne à titre d'important point de signalisation maritime depuis le large.

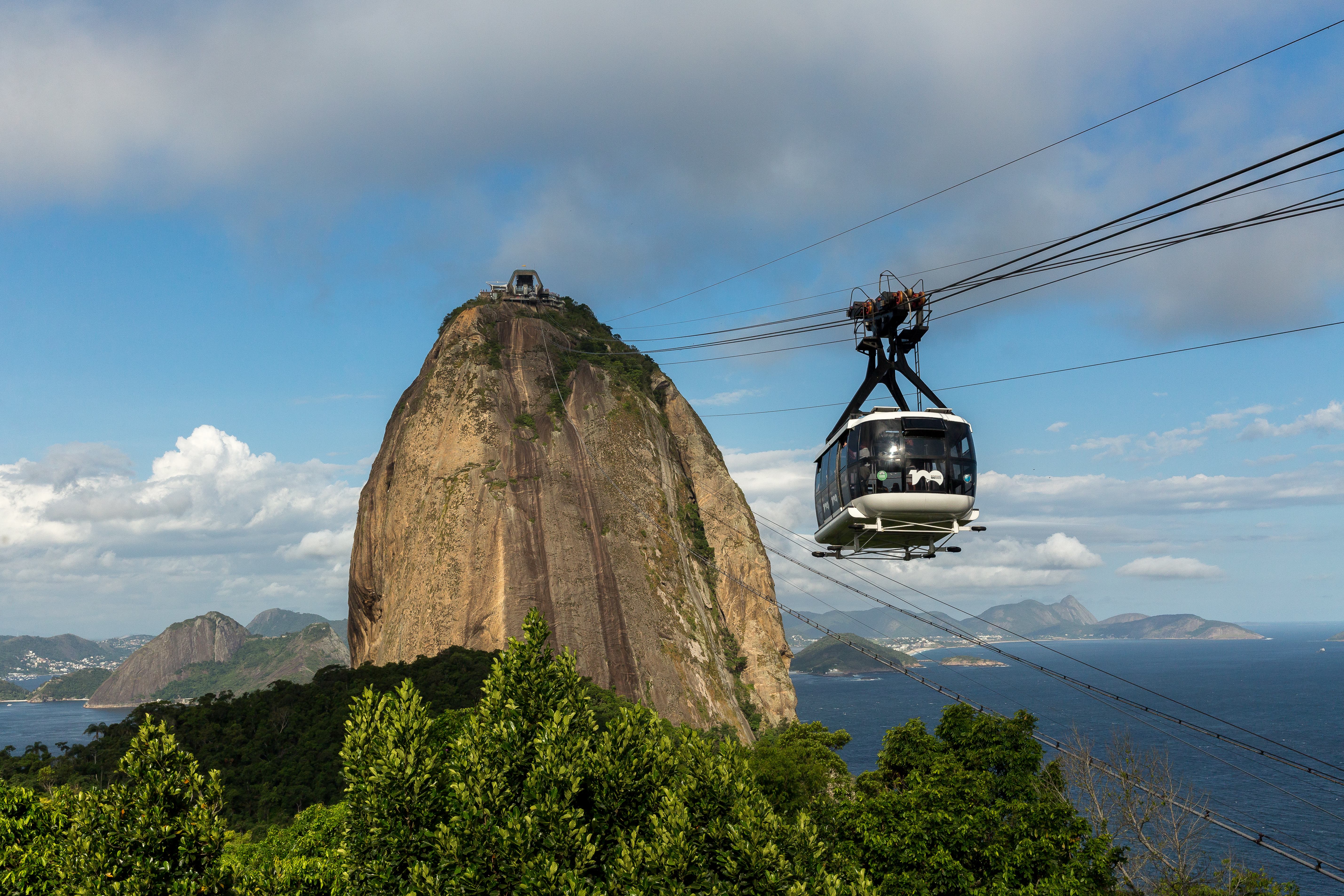
Vue du mont du Pain de Sucre et de son téléphérique (2017).

En 1907, l'ingénieur brésilien Augusto Ramos (pt) a l'idée de relier les collines par câble aérien. Il fonde en 1910 la Société pour le Pain de Sucre et commence les travaux. Le projet est mis en œuvre en Allemagne et réalisé par des travailleurs brésiliens. Chaque élément est hissé en escaladant la montagne ou par le biais de câbles en acier. Le téléphérique du Pain de Sucre est achevé en 1912 ; c'est le premier du pays et le troisième au monde. Les premières cabines sont partiellement en bois et restent en service pendant soixante ans. Un nouveau modèle décuplant la capacité de transport est mis en service en 1972. En 2009 est commandée une troisième génération de téléphérique.

## Activités

### Tourisme
Le téléphérique actuel relie la base de Morro da Babilônia au sommet de Morro da Urca à 220 mètres d'altitude, puis le sommet du Pain de Sucre. Ce second tronçon long de 700 mètres est équipé de cabines sphériques panoramiques qui permettent de transporter 65 passagers toutes les vingt minutes, pour une ascension de trois minutes.

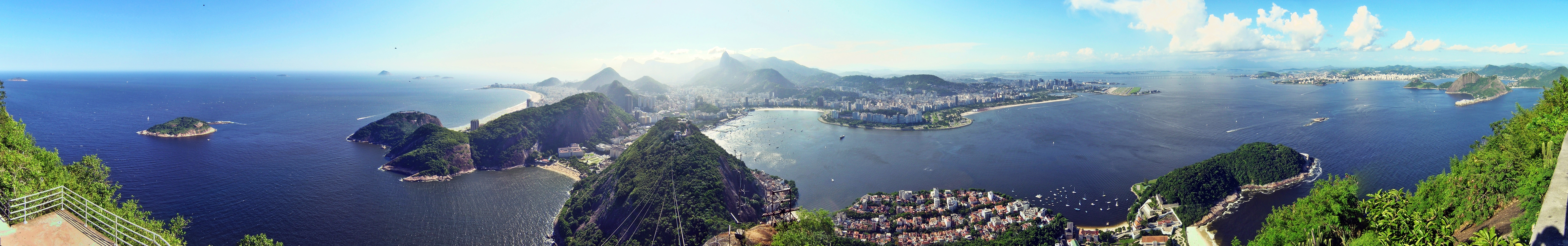
Vue de Rio de Janeiro (en face), de l'océan Atlantique (à gauche), et de la baie de Guanabara (à droite), depuis le mont du Pain de Sucre.

### Escalade
Le mont du Pain de Sucre, escaladé pour la première fois en 1817 par l'alpiniste anglaise Henrietta Carstairs (en), le Morro da Babilônia et le Morro da Urca sont très fréquentés par les amateurs d'escalade. Ils forment l'un des plus grands ensembles de pratique de l'escalade en zone urbaine, avec plus de 270 voies.

## Culture populaire

### Cinéma et télévision
Le mont du Pain de Sucre apparaît dans plusieurs films et séries :
- 1933 : Carioca, de Thornton Freeland, avec Fred Astaire, Ginger Rogers, et Dolores del Río ;
- 1942 : Une femme cherche son destin, d'Irving Rapper, avec Bette Davis ;
- 1954 : Rio, 40°, de Nelson Pereira dos Santos ;
- 1964 : L'Homme de Rio, de Philippe de Broca, avec Jean-Paul Belmondo[3] ;
- 1965 : Furia à Bahia pour OSS 117, d'André Hunebelle ;
- 1979 : Moonraker, de Lewis Gilbert, où James Bond (joué par Roger Moore) échappe à Requin qui tente de le tuer sur le téléphérique ;
- 2002 : Les Simpson, dans l'épisode des Aventures au Brésil (saison 13), dans lequel Homer est échangé par ses ravisseurs entre deux cabines ;
- 2008 : OSS 117 : Rio ne répond plus, de Michel Hazanavicius, où Jean Dujardin rencontre ses adversaires catcheurs ;
- 2011 : Rio, film d'animation de Carlos Saldanha, à plusieurs reprises.

### Musique
- 1970 : Essa Moça Tá Diferente, tube de l'été de bossa nova, de Chico Buarque
- 1982 : Sugarloaf (« pain de sucre » en anglais) chanson de Herb Alpert de son album Fandango, en l'honneur de la montagne.

### Jeux vidéo
- 2014 : dans Call of Duty: Modern Warfare 2, la montagne apparaît sur la carte dénommée « favela ».

### Jeux olympiques
- Le logo des Jeux olympiques d'été de 2016 à Rio évoque le mont symbolique de la ville[4].